# Damalis
Damalis är ett släkte av tvåvingar. Damalis ingår i familjen rovflugor.

## Dottertaxa tillDamalis, i alfabetisk ordning[1]
- Damalis achilles
- Damalis albatus
- Damalis amphora
- Damalis anamaliensis
- Damalis andron
- Damalis angola
- Damalis annulata
- Damalis artigasi
- Damalis basalis
- Damalis beijingensis
- Damalis beta
- Damalis bicolor
- Damalis bigoti
- Damalis brauni
- Damalis brevis
- Damalis calicutensis
- Damalis candonensis
- Damalis carapacina
- Damalis cederholmi
- Damalis centurionis
- Damalis chelomakolon
- Damalis cinctipes
- Damalis claripennis
- Damalis clavigera
- Damalis compacta
- Damalis complecta
- Damalis concolor
- Damalis conica
- Damalis crypta
- Damalis cylindrica
- Damalis dattai
- Damalis debilis
- Damalis dentata
- Damalis dimidiata
- Damalis divisa
- Damalis dorsalis
- Damalis doryphorus
- Damalis dravidica
- Damalis drilus
- Damalis dubia
- Damalis elongata
- Damalis erijthrophthalmus
- Damalis erythrophthalma
- Damalis fabricii
- Damalis fascia
- Damalis felderi
- Damalis femoralis
- Damalis flaventis
- Damalis floresana
- Damalis formosana
- Damalis fulvipes
- Damalis fulvus
- Damalis fumipennis
- Damalis furcula
- Damalis fusca
- Damalis fuscipennis
- Damalis grossa
- Damalis heterocera
- Damalis himalayaensis
- Damalis hirtalula
- Damalis hirtidorsalis
- Damalis hirtiventris
- Damalis hyalipennis
- Damalis immerita
- Damalis indica
- Damalis infuscata
- Damalis kassebeeri
- Damalis keralaensis
- Damalis kerzhneri
- Damalis knysna
- Damalis kottayamensis
- Damalis limipidipennis
- Damalis londti
- Damalis longipennis
- Damalis lugens
- Damalis macula
- Damalis maculata
- Damalis major
- Damalis marginata
- Damalis mercaraensis
- Damalis monochaetes
- Damalis myops
- Damalis natalensis
- Damalis neavei
- Damalis nigella
- Damalis nigrabdomina
- Damalis nigripalpis
- Damalis nigriscans
- Damalis pallida
- Damalis pallinota
- Damalis pandens
- Damalis paradoxa
- Damalis planiceps
- Damalis politus
- Damalis pollinosa
- Damalis poseidon
- Damalis prytanis
- Damalis pseudoartigasi
- Damalis pulchella
- Damalis quasimodo
- Damalis rufoabdominalis
- Damalis saigonensis
- Damalis scrobiculata
- Damalis scutellata
- Damalis signata
- Damalis simplex
- Damalis speciosa
- Damalis speculiventris
- Damalis sphekodes
- Damalis spinifemurata
- Damalis taciturna
- Damalis tibialis
- Damalis turneri
- Damalis venusta
- Damalis vitalisi
- Damalis vitripennis
- Damalis xaniomerus